# 安漢将軍
安漢将軍（あんかんしょうぐん）は、古代中国の後漢と蜀漢の時代にあった将軍の称号である。いわゆる雑号将軍の一つで、常設ではない。漢を安んじるという意味で、漢王朝が存亡の危機にあった蜀漢で任命された。

## 安漢将軍の人物

### 後漢
- 杜琦 - 永初5年（111年）、反乱時に自称[1]。

### 蜀漢
- 糜竺 - 建安24年（219年）任[2] - 建安26年（221年）[3]。
- 李恢 - 建興3年（225年）任[4]。
- 李邈 - 建興6年（228年）以前?[5]。
- 王平 - 建興12年（234年）任[6] - 延熙6年（243年）[7]。